# Johannes Fischer (Bischof)
Johannes Fischer († 7. Juni 1510 in Leipzig) war Weihbischof in Naumburg nachweislich in der Zeit von 1492 bis 1507.
Johannes Fischer stammte aus Eger. Er studierte an der Universität Leipzig seit 1467 und erlangte am Ende seiner Studien den Grad eines Doktors der Theologie. Als Titularbistum wurde ihm Melos zugeordnet. Als Weihbischof stand er zunächst dem Naumburger Bischof Johann III. von Schönberg zur Seite. Seine Grabstätte mit Inschrift befindet sich in der Paulinerkirche von Leipzig.